# Modelo de propaganda

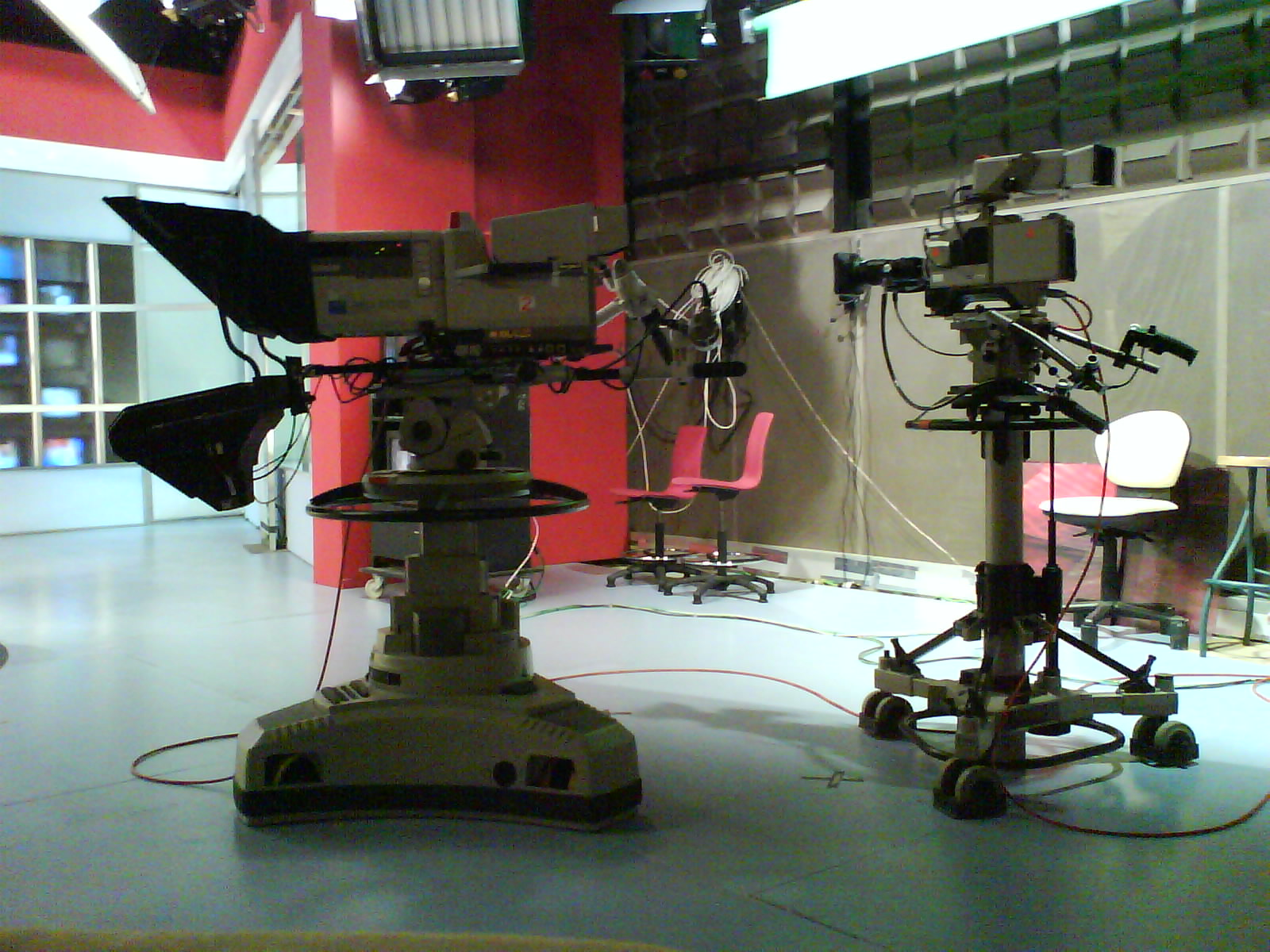
Cámaras en un plató de televisión.

El modelo de propaganda de los medios de comunicación de masas es una teoría presentada por Edward S. Herman y Noam Chomsky basada, según ellos, en que los prejuicios sistémicos de los medios de comunicación de masas (el sesgo mediático) tienen implicaciones sobre las sociedades democráticas actuales. Trata de explicar esas implicaciones en términos de causas económicas, estructurales y sociales; como el «consenso manufacturado» y el efecto de falso consenso.
Presentado por primera vez en 1988 en el libro Los guardianes de la libertad (Manufacturing Consent: The Political Economy of the Mass Media, como título original), el "modelo de propaganda" trata a los medios de comunicación de masas como empresas interesadas en la venta de un producto (los lectores y el público) a otras empresas (los anunciantes), en vez de como medios que proporcionan noticias de calidad.
La teoría postula cinco clases generales de filtros que determinan el tipo de noticias que se presenta en los medios de comunicación. Estas cinco categorías son:
1. Primer filtro: magnitud, propiedad y orientación de los beneficios de los medios de comunicación.
 Las corporaciones interesadas; la mayor parte de los medios de comunicación están en manos de grandes corporaciones, o sea, pertenecen de hecho a las élites económicas.
2. Segundo filtro: beneplácito de la publicidad.
 Los medios dependen de la publicidad de las élites económicas para su existencia.
3. Tercer filtro: el suministro de noticias a los medios de comunicación.
 Los medios deben producir un flujo permanente de nuevas noticias. Los principales proveedores de noticias son los departamentos de prensa de los gobiernos o las grandes corporaciones y no la verdadera fuente de la noticia, el evento a informar. La fuentes gubernamentales y empresariales tienen gran mérito de ser reconocidas y veraces debido a su estatus y prestigio. Para mantener una imagen de objetividad y para protegerse de ataques a la parcialidad y de difamación los medios necesitan de material presuntamente «correcto».
4. Cuarto filtro: flak;[6]
 Los grupos de influencia pueden organizar respuestas sistemáticas ante cualquier desviación de línea editorial o del sesgo mediático y ante a ataques a un determinado anunciante. La publicidad televisiva se centra principalmente en bienes de consumo que son fácilmente objetivo de boicot.
5. Quinto filtro: opiniones "anti-".
 Inicialmente, este filtro era el anticomunismo, por la rivalidad de la Guerra Fría. Las opiniones de algunas ideologías eran consideradas "anti-patrióticas".

Los tres primeros son, para los autores, los más importantes.[cita requerida]
Aunque el modelo se basó principalmente en la caracterización de los medios de comunicación de Estados Unidos, Chomsky y Herman creen que la teoría es igualmente aplicable a cualquier país que comparte la estructura económica básica y la organización respecto a los principios y prejuicios de los medios de comunicación que el modelo postula como causa.

Pero la violencia (en televisión) no es el único problema. Antes de alcanzar la edad de doce años, un niño habrá visto, en Francia, unos cien mil anuncios que, subrepticiamente, van a contribuirle a hacerle interiorizar las norma ideológicas dominantes. Y enseñarle criterios consensuales de lo bello, el bien, lo justo y lo verdadero; es decir, los cuatro valores morales sobre los cuales se edificará para siempre su visión moral y estética del mundo.
Noam Chomsky, (1999). Libertad y Justicia, pg.47.